# رود سودژا
رود سودژا (انگلیسی: Sudzha) یک رودخانه در استان کورسک کشور روسیه است.